# Babo (Adelsgeschlecht)

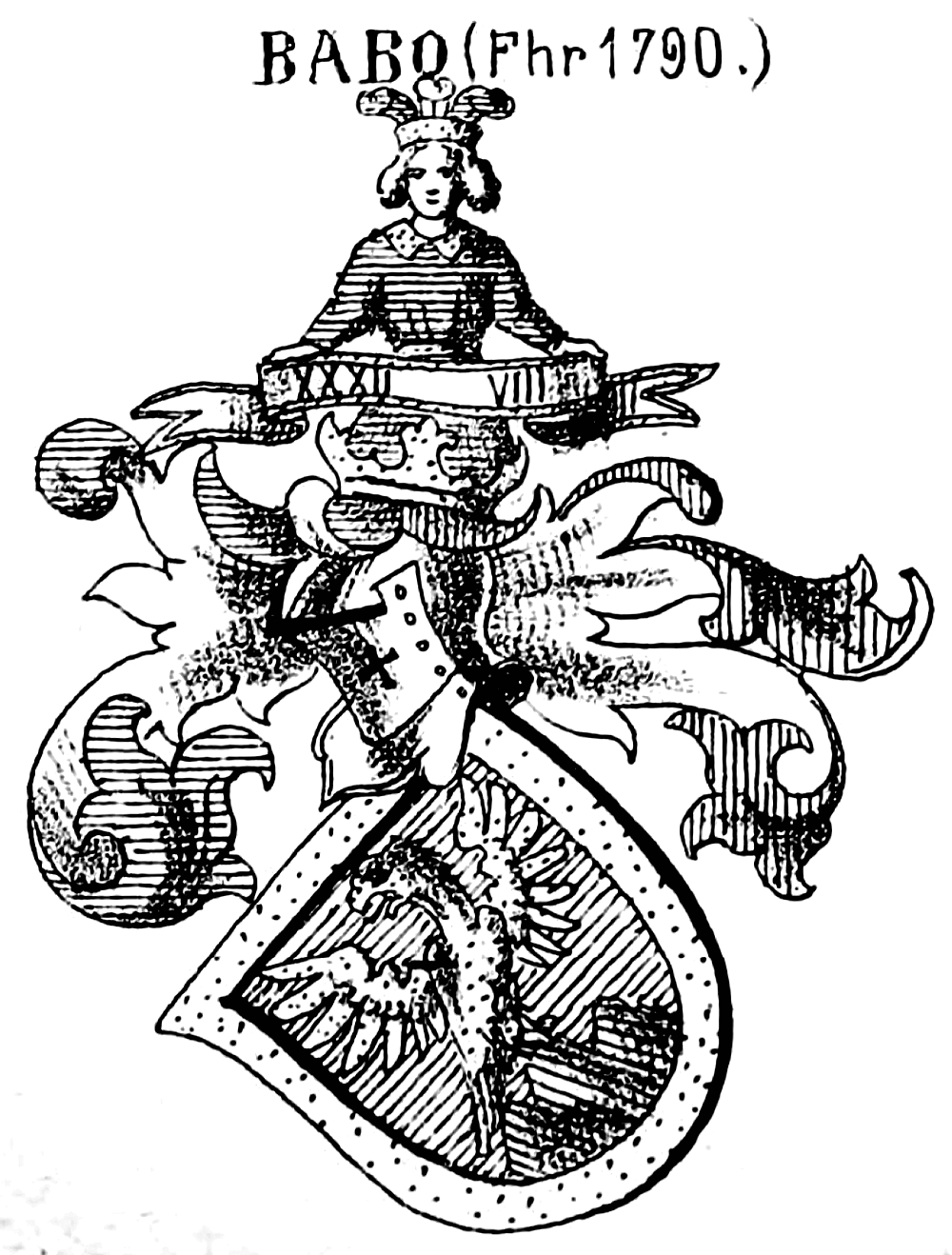
Wappen derer von Babo

Babo ist der Name eines badischen Adelsgeschlechts.

## Geschichte
Karl Theodor von Pfalz-Bayern erhob als Reichsvikar den kurpfälzischen Hofkammerrat Johann Lambert Gregor Babo am 27. Dezember 1790 in den Reichsadels- und Reichsfreiherrenstand. Dessen Sohn Lambert Joseph von Babo war Agronom und Vinologe. Er war Vorstand der Kreisstelle des baden'schen landwirtschaftlichen Vereins und schrieb mehrere Werke über die Landwirtschaft. Sein Sohn aus erster Ehe Lambert Heinrich von Babo war Chemiker. Im 19. Jahrhundert erwarb Lambert Heinrich von Babo die Abteigebäude von Frauenalb und wohnte hier auch zeitweise. Das Wappen der Familie von Babo über dem Außentor, des ehemaligen Hauses der Äbtissin, zeugt noch davon.

## Wappen

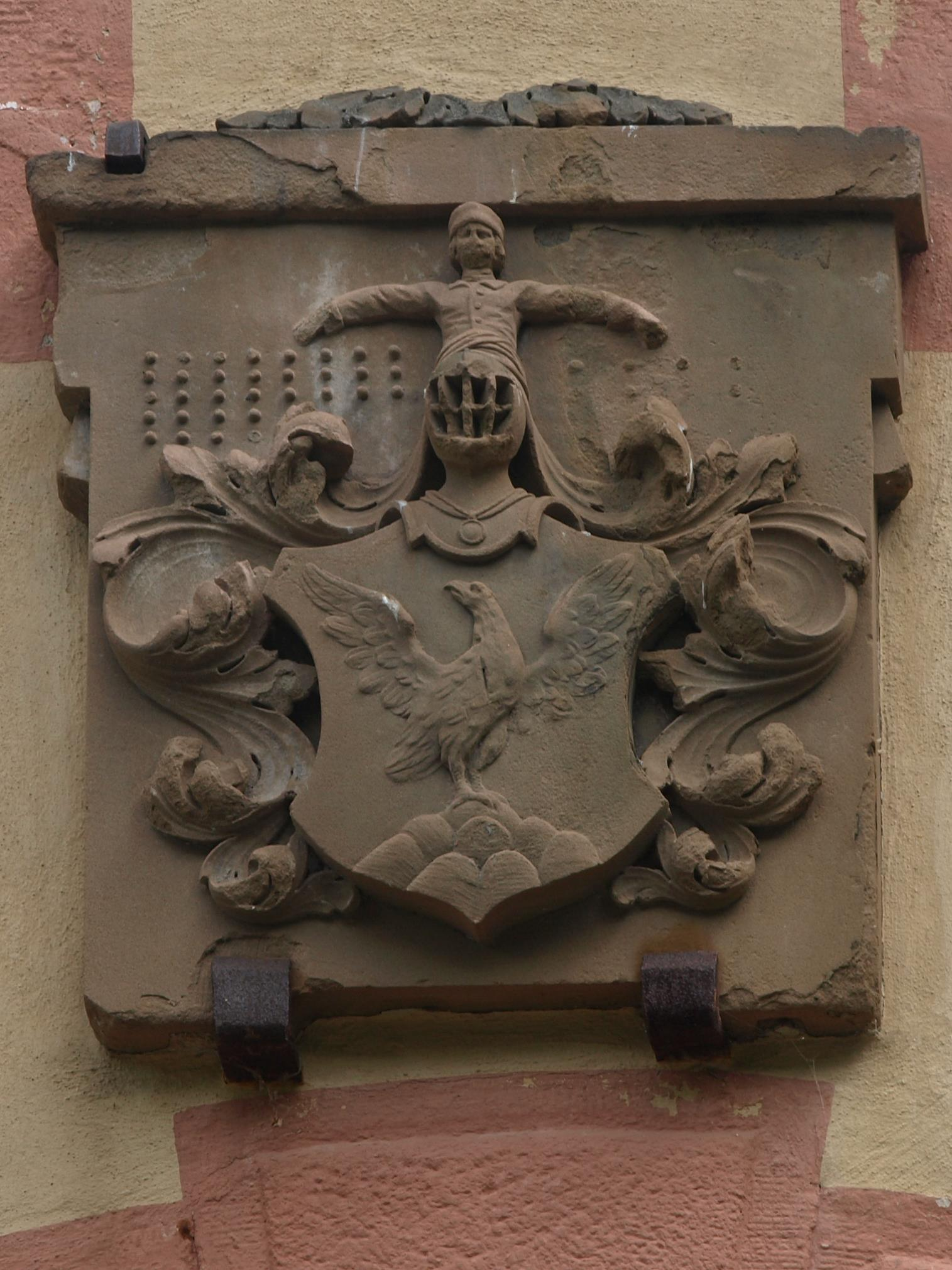
Wappen derer von Babo über dem Außentor am ehemaligen Haus der Äbtissin von Frauenalb

Blasonierung: In einem golden eingefassten blauen Schild steht auf grünem Dreiberg ein links gewendeter und rechts sehender goldener Adler mit zum Flug erhobenen Flügeln. Freiherrnkrone über dem Schild. Auf dem gekrönten Helm mit rechts blau-silberner, links rot-silberner Decke ein vorwärts gekehrter, blau gekleideter Mann wachsend, mit goldenem Kragen, gleichen Ausschlägen und Gürtel halb hervor, dessen Haupt ein goldenes Barett mit einer silbernen Feder zwischen zwei blauen deckt. Mit beiden Händen hält der Mann ein silbernes Band, welches „XXXII · VIII“ gezeichnet ist, in einem Bogen vor seinem Körper erhoben.

## Bekannte Namensträger
- August Wilhelm von Babo (1827–1894), österreichischer Weinbauforscher badischer Herkunft
- Fritz von Babo (1901–1963), deutscher Landwirtschaftsexperte
- Hugo von Babo (1857–1924), deutscher Jurist, badischer Kabinettschef
- Johann Lambert von Babo (1725–1799), deutscher Stadtschreiber und Schultheiß
- Joseph Marius von Babo (1756–1822), deutscher Schriftsteller
- Karl Emil von Babo (1862–1925), deutscher Jurist und Richter
- Lambert Heinrich von Babo (1818–1899), deutscher Chemiker
- Lambert Joseph von Babo (1790–1862), deutscher Agronom und Vinologe